# Giovanni Carafa della Spina

Stemma dei Carafa

Giovanni Giorgio Carafa della Spina (1671 – Venezia, 3 maggio 1743) è stato un militare italiano, maresciallo di campo dell’Esercito Imperiale.

## Biografia
Nacque da Fabrizio Carafa della Spina, duca di Forli e conte di Policastro, e da Beatrice Capece Minutolo dei principi di Ruoti. Su consiglio dello zio Antonio Carafa, poco meno che ventenne si arruolò volontario nell'esercito imperiale, del quale presto divenne capitano di cavalleria; poi, nel 1700, anche grazie ai buoni uffici del parente, fu promosso colonnello.
Essendo napoletano, dopo la morte di Carlo II e il passaggio di Napoli ai Borboni, venne inviato in Italia, allo scopo di stabilire contatti con la nobiltà filo-asburgica e verificare se ci fossero le condizioni per una possibile rivolta e una conseguente azione di riconquista.
Fu però tradito da uno dei fratelli e dovette ripartire in tutta fretta per Vienna, dove continuò la sua carriera militare fino al ritorno a Napoli, avvenuto nel 1707 al seguito del generale Virico Daun, impegnato nella campagna di riconquista del Regno, durante cui si mise in luce e venne ricompensato con il titolo di Principe del Sacro Romano Impero; poco dopo venne promosso generale.
Nel 1723 venne elevato al grado di maresciallo di campo e, nel 1733, venne nominato comandante generale delle truppe nel Regno di Napoli. In tale veste, l'anno appresso, si trovò a fronteggiare l'invasione franco-spagnola, che, nell'ambito della guerra di successione polacca, venne intrapresa su pressione di Elisabetta Farnese e sotto la guida del di lei figlio Carlo di Borbone.
Già da tempo il Carafa si era trovato a ragionare sull'eventualità di un'invasione. Conscio della debolezza delle sue difese e speranzoso di ricevere soccorsi, suggerì di temporeggiare e ritirare tutte le forze a sud di Napoli o in Puglia, con l'obiettivo di aspettare il nemico e farlo uscire in campo aperto, per poi attirarlo a una battaglia campale risolutiva, ma solo una volta che gli fossero giunti adeguati rinforzi e avesse acquisito una condizione di superiorità.
Prima però dovette scontrarsi con il parere difforme del viceré Giulio Visconti Borromeo Arese e, poi, con le resistenze del Conte di Traun, suo luogotenente, il quale, sostenuto anche da Vienna, pensava che il grosso dell'esercito dovesse precipitarsi al confine con lo Stato Pontificio, chiudendo al nemico i varchi montani, e, dall'altra, che si dovessero rafforzare tutte le guarnigioni, dalla capitale alle altre principali fortezze.
In seguito, essendo fallito il tentativo del Traun di bloccare il nemico ai confini, a Napoli si decise di assecondare il piano del Carafa, che, dopo avere predisposto presidi difensivi in tutti i castelli della città e nelle altre principali piazzeforti del Regno (Capua, Gaeta, Pescara, eccetera), partì alla volta delle Puglie assieme al viceré e ai ministri, passando attraverso la strada di Avellino.
Una volta arrivato si riorganizzò a Taranto, dove si riunì con truppe provenienti dalla Sicilia e un battaglione di croati, unici rinforzi giuntigli dall'inizio della guerra, dopodiché passò in Calabria. Alcune settimane dopo decise di ritornare in Puglia, finalmente convinto di potere dare battaglia, ma, a questo punto, venne sollevato dal comando e richiamato a Vienna.
Arrivato presso la corte imperiale, male informata sulla situazione e sugli eventi, venne accusato di diserzione ed esiliato a Wiener Neustadt. Fu poi sottoposto a un processo innanzi al Supremo Consiglio di Guerra, che lo condannò a scontare un periodo in carcere, finito il quale gli fu consentito di ritirarsi a Venezia.